# 安东尼奥迪亚斯
安东尼奥迪亚斯是巴西米纳斯吉拉斯州的一个市镇。总面积877.844平方公里，总人口9435人，人口密度10.7人/平方公里。